# Nederlandse kampioenschappen schaatsen sprint 1989
De Nederlandse kampioenschappen sprint 1989 voor mannen en vrouwen vormden een schaatsevenement dat onder auspiciën van de KNSB over de sprintvierkamp (2x 500, 2x 1000 meter) werd verreden. Het vond plaats in het weekend van 4 en 5 februari in Thialf in Heerenveen. Het was voor het eerst dat de NK sprint op een overdekte ijsbaan werd gehouden. In 1973, 1979 en 1982 vonden de edities van de NK sprint plaats op de onoverdekte ijsbaan van Thialf. Voor de mannen was het de twintigste editie, voor de vrouwen de zevende.
De NK sprint stond dit jaar na de NK afstanden (m/v) (6-8 januari), EK (v) (14 + 15 januari) en EK (m) (21 + 22 januari), NK allround (m/v) (28 + 29 januari), tegelijkertijd met de WK allround (v) (ook 4 + 5 februari) en voor de WK allround (m) (11 + 12 februari) en WK sprint (m/v) (25 + 26 februari) op de kalender. Daarvoor, tegelijkertijd, tussendoor en hierna vonden de wedstrijden plaats in het kader van het vierde seizoen van de wereldbeker schaatsen.
Mannen
Er namen zestien mannen deel, waaronder vijf debutanten. Drie rijders namen eerder dit jaar aan de NK allround deel. De titel werd dit jaar behaald door Arie Loef, zijn tweede podiumplaats na zijn tweede plaats in 1988. Drievoudig kampioen en titelhouder Jan Ykema werd deze editie tweede, het was zijn vijfde podiumplaats. De derde positie werd ingenomen door Tjerk Terpstra die voor het eerst plaats nam op het eindpodium. De twaalf te verdelen afstandsmedailles werden door zes verschillende rijders behaald.
Vrouwen
Er namen zeven vrouwen deel, waaronder debutante Tineke Hulzebosch. Drie rijdsters namen eerder dit jaar aan de NK allround deel. De titel ging voor het derde opeenvolgende jaar naar Christine Aaftink die daarmee ook voor de derde keer het eindpodium betrad. Met drie titels op rij evenaarde ze de prestatie van Jan Bazen die de sprinttitel bij de mannen in 1970, 1971 en 1972 behaalde. Naast hun beiden behaalden enkel Jos Valentijn (1973, 1976, 1977) en Jan Ykema (1982, 1987, 1988) drie sprinttitels. De vrouwen op de plaatsen twee en drie, respectievelijk Anita Loorbach en Anja Bollaart namen voor het eerst op het podium plaats. De twaalf te verdelen afstandsmedailles werden door zes verschillende rijdsters behaald.
WK sprint
De Nederlandse delegatie bij de WK sprint bestond uit de kwartetten Bauke Jonkman, Arie Loef, Tjerk Terpstra en Jan Ykema bij de mannen en Christine Aaftink, Anita Loorbach en de op dit NK ontbrekende Ingrid Haringa (wegens ziekte) en Herma Meijer (deelneemster aan WK-allround) bij de vrouwen.

## Afstandmedailles
Mannen
| Afstand  | 1e             | 2e                  | 3e             |
| -------- | -------------- | ------------------- | -------------- |
| 1e 500m  | Tjerk Terpstra | Jan Ykema           | Menno Boelsma  |
| 1e 1000m | Arie Loef      | Arnold van der Poel | Jan Ykema      |
| 2e 500m  | Jan Ykema      | Bauke Jonkman       | Tjerk Terpstra |
| 2e 1000m | Arie Loef      | Jan Ykema           | Bauke Jonkman  |

Vrouwen
| Afstand  | 1e                 | 2e                | 3e                   |
| -------- | ------------------ | ----------------- | -------------------- |
| 1e 500m  | Christine Aaftink  | Anita Loorbach    | Tineke Hulzebosch    |
| 1e 1000m | Christine Aaftinkk | Anja Bollaart     | Anita Loorbach       |
| 2e 500m  | Christine Aaftink  | Anita Loorbach    | Mariska Hekkers      |
| 2e 1000m | Anja Bollaart      | Christine Aaftink | Henriët van der Meer |

## Eindklassementen

### Mannen
| Rang   | Schaatser            | Punten         | 500m       | 1000m           | 500m         | 1000m        |
| ------ | -------------------- | -------------- | ---------- | --------------- | ------------ | ------------ |
| Goud   | Arie Loef            | 153.700 BR, CR | 38,82 (4)  | 1.16,15 (1) CR  | 38,54 (5)    | 1.16,53 (1)  |
| Zilver | Jan Ykema            | 153.800        | 38,51 (2)  | 1.17,60 (3)     | 38,06 (1) CR | 1.16,86 (2)  |
| Brons  | Tjerk Terpstra       | 154.435        | 38,39 (1)  | 1.17,97 (6)     | 38,34 (3)    | 1.17,44 (5)  |
| 4      | Bauke Jonkman        | 154.825        | 39,05 (6)  | 1.17,72 (4)     | 38,32 (2)    | 1.17,19 (3)  |
| 5      | Maarten Noijens      | 154.990 pr     | 38,88 (5)  | 1.17,75 (5)     | 38,36 (4)    | 1.17,75 (7)  |
| 6      | Arnold van der Poel  | 155.975        | 39,30 (8)  | 1.17,56 (2)     | 39,29 (8)    | 1.17,21 (4)  |
| 7      | Hans Janssen         | 156.800        | 39,21 (7)  | 1.18,58 (8)     | 39,25 (7)    | 1.18,10 (8)  |
| 8      | Dirk Jan van Hameren | 157.175 pr     | 39,42 (9)  | 1.18,63 (9)     | 39,24 (6)    | 1.18,40 (10) |
| 9      | Gerjan van de Brink  | 157.725 NRj    | 39,69 (12) | 1.18,42 (7)     | 39,66 (12)   | 1.18,33 (9)  |
| 10     | Huub Peeters         | 158.220 pr     | 39,56 (10) | 1.19,25 (11)    | 39,57 (10)   | 1.18,93 (11) |
| 11     | Jan Nieuwenhuizen    | 158.240        | 39,62 (11) | 1.19,22 (9)     | 39,48 (9)    | 1.19,06 (12) |
| 12     | Anne Jan Portijk     | 159.765 pr     | 40,13 (15) | 1.21,96 (16)    | 39,82 (13)   | 1.17,67 (6)  |
| 13     | Ronnie Neymann       | 160.245 pr     | 40,05 (13) | 1.20,70 (14)    | 39,60 (11)   | 1.20,49 (14) |
| 14     | Jan van der Ploeg    | 160.605 pr     | 40,05 (13) | 1.19,87 (13)    | 40,33 (14)   | 1.20,58 (15) |
| 15     | Fred Oosterlaan      | 160.760 pr     | 40,44 (16) | 1.19,37 (12) pr | 40,41 (15)   | 1.20,45 (13) |
|        | Menno Boelsma        | 079.745        | 38,77 (3)  | 1.21.95 (15)    | DNS          |              |

BR = baanrecord
CR = kampioenschapsrecord
NRj = Nationaal record junioren
pr = persoonlijk record
DNS = niet gestart

### Vrouwen
| Rang   | Schaatsster          | Punten         | 500m         | 1000m          | 500m         | 1000m          |
| ------ | -------------------- | -------------- | ------------ | -------------- | ------------ | -------------- |
| Goud   | Christine Aaftink    | 169.065 BR, CR | 42,01 (1) CR | 1.24,66 (1) CR | 42,10 (1)    | 1.25,25 (2)    |
| Zilver | Anita Loorbach       | 171.130        | 42,56 (2)    | 1.26,14 (3) pr | 42,22 (2) pr | 1.26,56 (4)    |
| Brons  | Anja Bollaart        | 171.225 pr     | 43,09 (5)    | 1.24,84 (2)    | 43,14 (5)    | 1.25,15 (1)    |
| 4      | Tineke Hulzebosch    | 173.100 pr     | 42,79 (3)    | 1.28,09 (6)    | 42,71 (4)    | 1.27,11 (6) pr |
| 5      | Boukje Keulen        | 173.605 pr     | 42,92 (4)    | 1.27,00 (5)    | 43,23 (6)    | 1.27,91 (7)    |
| 6      | Henriët van der Meer | 175.155 pr     | 44,03 (7)    | 1.26,50 (4)    | 44,73 (7)    | 1.26,29 (3)    |
| 7      | Mariska Hekkers      | 191.590        | 43,14 (6)    | 2.04,49 (7) *  | 42,69 (3)    | 1.27,03 (5)    |

BR = baanrecord
CR = kampioenschapsrecord
pr = persoonlijk record
* = met val